# Harrington Harbour
Harrington Harbour, innu-aimun Akumunan eller Akunan, är en ort i provinsen Québec i Kanada. Den ligger i den östra delen av landet, 1 300 km öster om huvudstaden Ottawa, på fyra öar varav den största heter Île Harrington. Antalet invånare var 205 vid folkräkningen 2021.